# Mats Dannewitz Linder

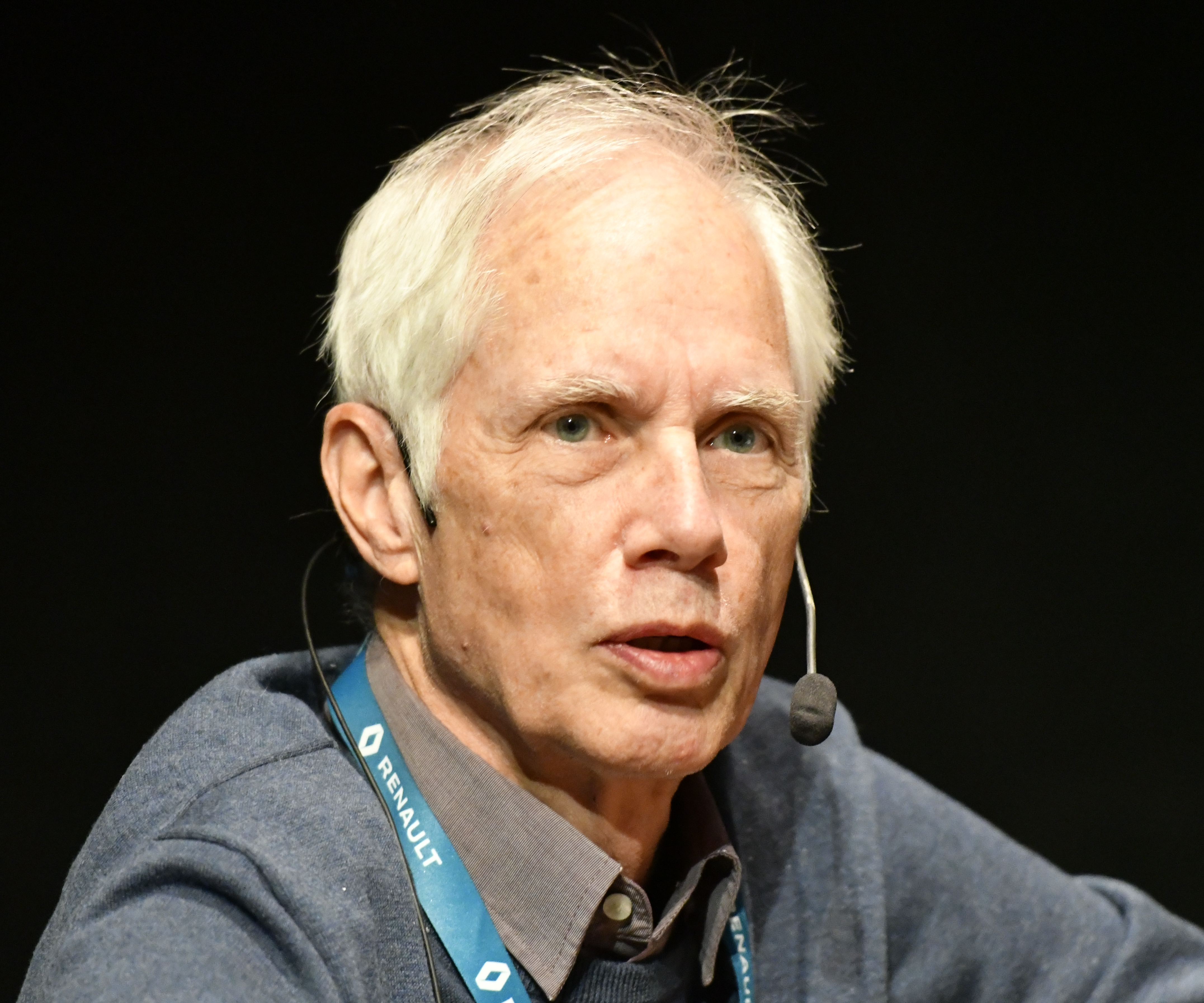
Mats Dannewitz Linder på Swecon 2024.

Mats Dannewitz Linder, även känd som Mats Linder, är en svensk översättare, författare, redaktör, kritiker och science fiction-profil, 
född i Stockholm 11 september 1945.
Linder är verksam som översättare och har översatt både skönlitteratur och fackböcker. Bland de skönlitterära författare han har översatt finns Ursula K. LeGuin, Gore Vidal, James Lee Burke och Georges Charpak. 
Han skriver även själv men då facklitteratur om datorprogram, informationsteknik, standardiseringar och EU, 
samt ingår i tidskriften Nova science fictions redaktion.
Mats Dannewitz Linder har under många år varit aktiv inom science fiction-fandom genom bland annat Stiftelsen Alvar Appeltoffts Minnesfond 
och som fanzineutgivare, främst som redaktör för Science Fiction Forum och senare även fanzinet Summa.
Linder har även varit engagerad som kommunpolitiker för miljöpartiet i Norrtälje kommun.
Han är sedan 1975 gift och har nu två vuxna barn.